# Armand Peugeot
Armand Peugeot (26 de marzo de 1849 - 2 de enero de 1915) fue un industrial, pionero de la industria del automóvil y fundador de la empresa francesa Peugeot.

## Familia
Armand Peugeot nació el 26 de marzo de 1849 en Hérimoncourt (Montbéliard), al este de Francia. Era hijo de Émile Peugeot (1815-1874) y Wilhelmine Ehrmann (1818-1893). La familia poseía un negocio de metalurgia, que fabricaba una serie de útiles productos tales como muelles, sierras, monturas para gafas y molinillos de café. En 1872 se casó con Sophie Leonie Fallot (1852-1930) y tuvieron cinco hijos, pero su único hijo varón, Raymond, murió en 1896. Armand Peugeot murió el 2 de enero de 1915 en Neuilly-sur-Seine (París).

## Educación
En 1881, Armand asistió a un curso de formación en una empresa de Leeds. Esto lo convenció del futuro del transporte mecánico, queriendo ampliar dicha parte de la empresa. En 1895 se graduó en el École Centrale, una escuela de ingenieros de París.

## Negocios
A partir de 1865, Armand y su primo Eugène se involucraron en la gestión de la empresa, entonces llamada Peugeot Frères Aînés. Incluyeron en 1882 la fabricación de bicicletas y exhibieron un triciclo impulsado por vapor en la Exposición Universal de París (1889).
Para 1892 el nombre de la empresa era Les Fils de Peugeot Frères, y habían comenzado a fabricar coches con motores Daimler. Armand quería aumentar la producción, pero Eugène no quiso comprometer a la empresa con la inversión que sería necesaria. Así, el 2 de abril de 1896, Armand creó su propia compañía llamada Société Anonyme des Automobiles Peugeot. Construyó una fábrica en Audincourt (Montbéliard), dedicada a la fabricación de automóviles con un motor de combustión interna.
En febrero de 1910, al no tener ningún heredero varón, acordó fusionar la empresa con la de Eugène. Cuando dejó la dirección de la empresa en 1913, Peugeot era el mayor fabricante de automóviles de Francia, con una producción de 10 000 coches al año.